# Sân vận động Benito Stirpe
Sân vận động Benito Stirpe (còn được gọi là Sân vận động Casaleno) là một sân vận động bóng đá ở thành phố Frosinone, Lazio của Ý .
Được thiết kế vào giữa những năm 1970 và được xây dựng vào nửa cuối những năm 1980, sân vận động vẫn chưa hoàn thành trong khoảng ba mươi năm. Sân vận động được hoàn thành từ năm 2015 đến năm 2017 theo sáng kiến của đội bóng đá địa phương Frosinone, đội đã giành được hợp đồng thuê sân vận động từ hội đồng địa phương trong 90 năm, để thay thế sân vận động cũ.
Với sức chứa 16.227 chỗ ngồi, đây là sân vận động lớn nhất trong tỉnh và thứ ba ở Lazio.
Sân vận động được dành để tưởng nhớ Benito Stirpe, doanh nhân và chủ tịch của Frosinone vào những năm 1960, đồng thời là cha của Maurizio, người kế nhiệm ông ở vị trí lãnh đạo câu lạc bộ.
Tổng chi phí của sân vận động là khoảng 20 triệu euro, trong đó khoảng 15 triệu euro dành cho việc hoàn thành xây dựng năm 2015–2017.